# Oosterkerk (Groningen)
De Oosterkerk is een kerk in de Nederlandse stad Groningen, die is gereedgekomen in 1929. 

## Beschrijving
De kerk is een erkend rijksmonument van de hand van de Groninger architecten Jan Kuiler & Lucas Drewes. Zij hadden in 1920, ook in Groningen, de Noorderkerk gebouwd. Het tweetal ontwierp een expressionistisch gebouw, geïnspireerd door de stijl van de Amsterdamse School.
De kerk heeft een veelhoekige (waaiervormige) plattegrond, met de hoofdingang gericht op de hoek van de S.S. Rosensteinlaan en de Thomassen à Thuessinklaan, aan de rand van de Oosterparkwijk. De kosterswoning bevindt zich aan de Thomassen à Thuessinklaan en de pastorie aan de Rosensteinlaan.
Er zijn 1.116 zitplaatsen, waarvan 780 beneden en 336 op de galerijen. Het orgel werd in 1929 geplaatst door de orgelbouwers Valckx & Van Kouteren, tussentijds enige malen gewijzigd en in 2008 gerestaureerd door Mense Ruiter. De glas-in-loodramen werden in 1990 gerestaureerd. 
De kerk is sinds 1929 in gebruik voor gereformeerde kerkdiensten. Tussen 1999 en 2002 werd het gebouw gedeeld door de Gereformeerde Kerk en de Gereformeerde Kerk (vrijgemaakt). Sinds 2002 wordt het alleen gebruikt door het laatstgenoemde kerkgenootschap, dat in 2023 is opgegaan in de Nederlandse Gereformeerde Kerken.
In de jaren 1980 werd de kerk ook gebruikt als repetitieruimte door het Noordelijk Filharmonisch Orkest. 

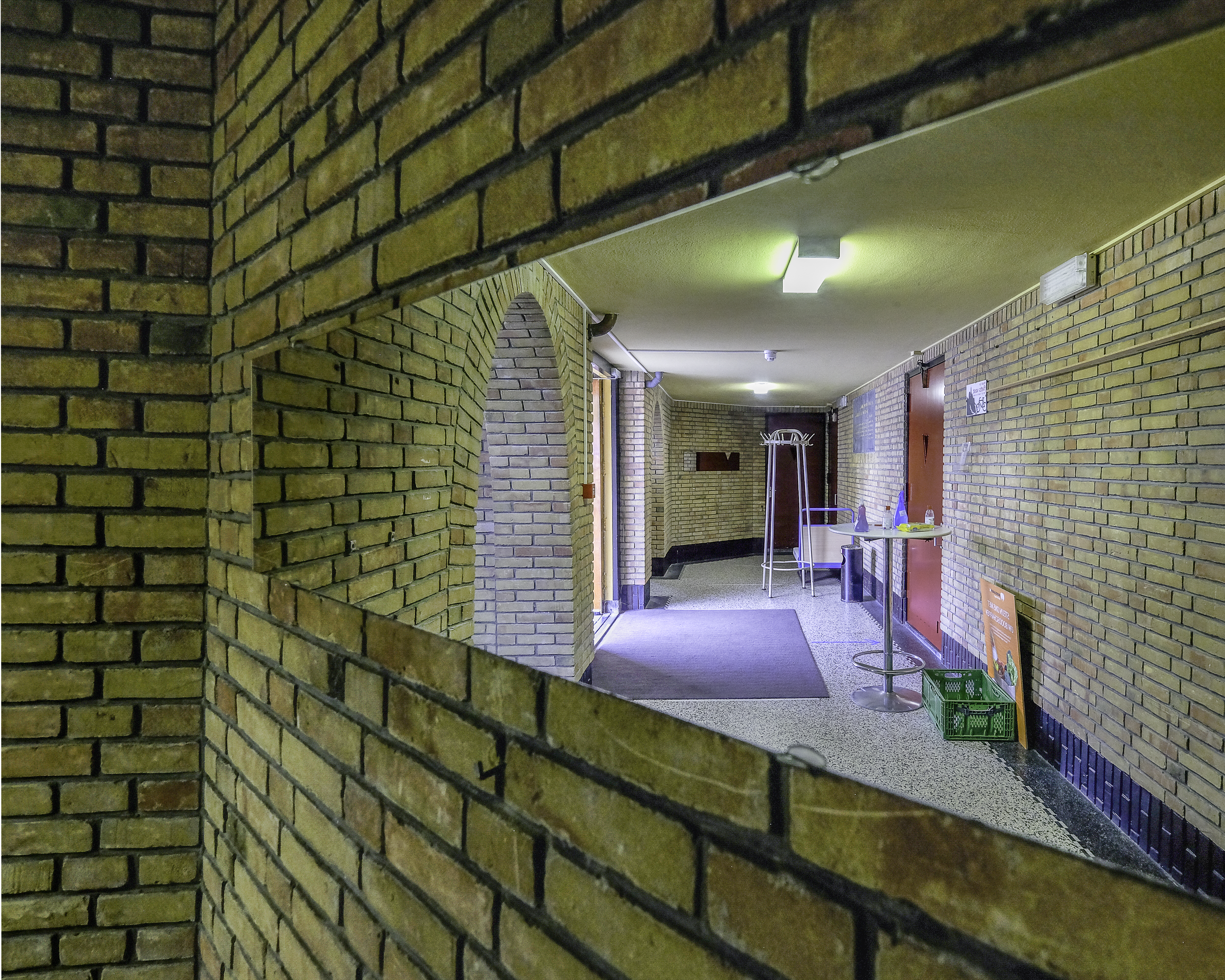
Voorportaal
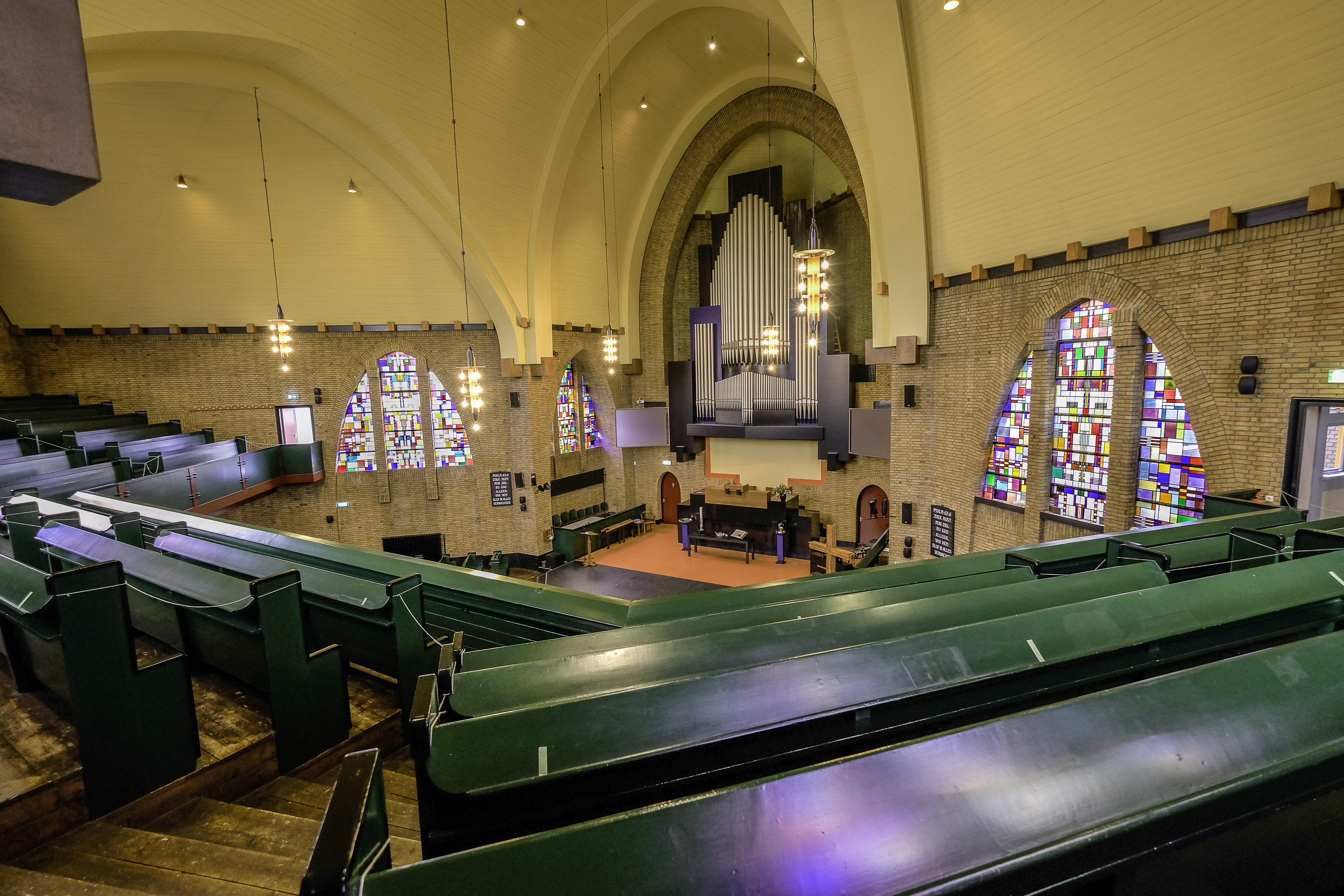
Interieur
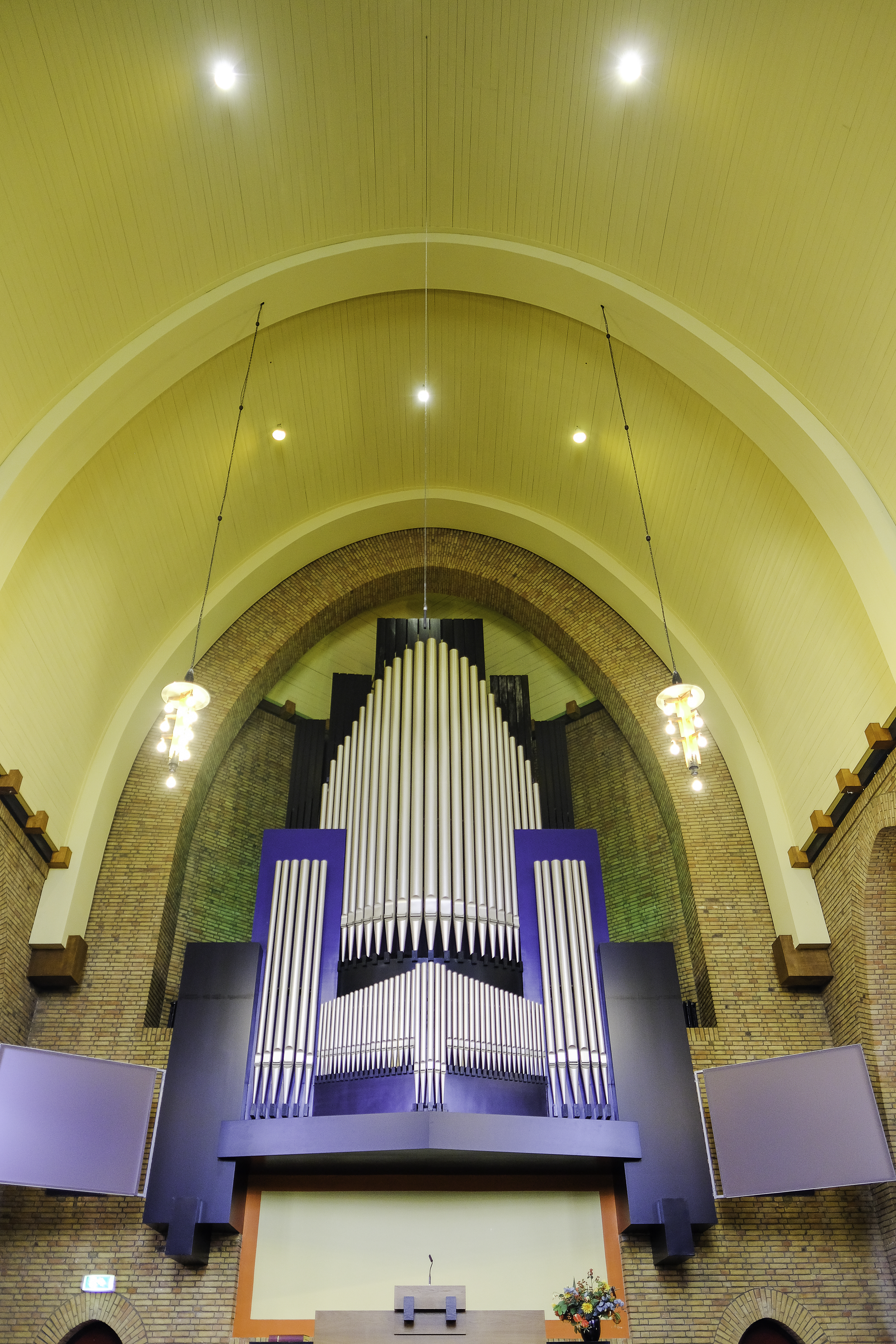
Orgel
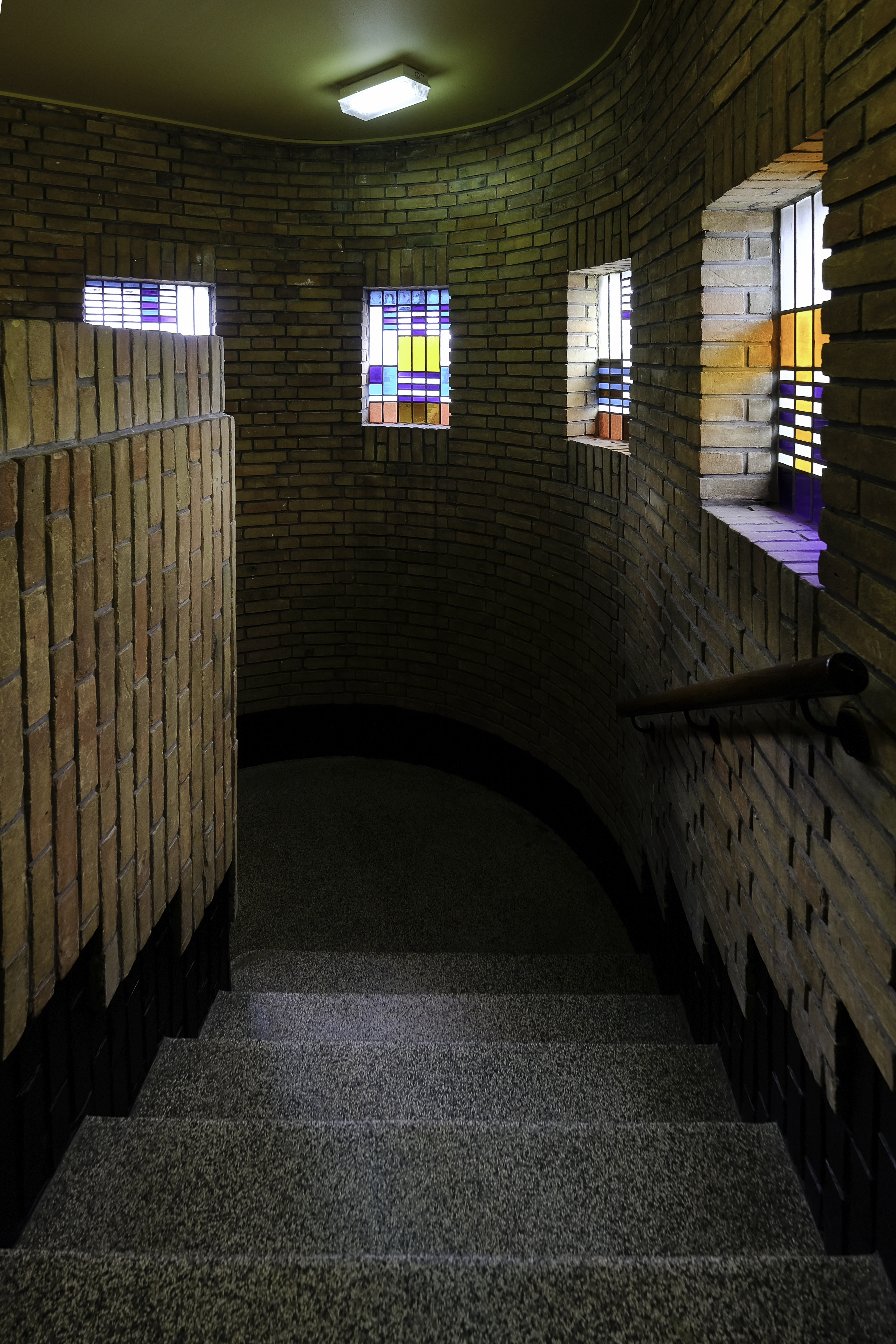
Trappartij
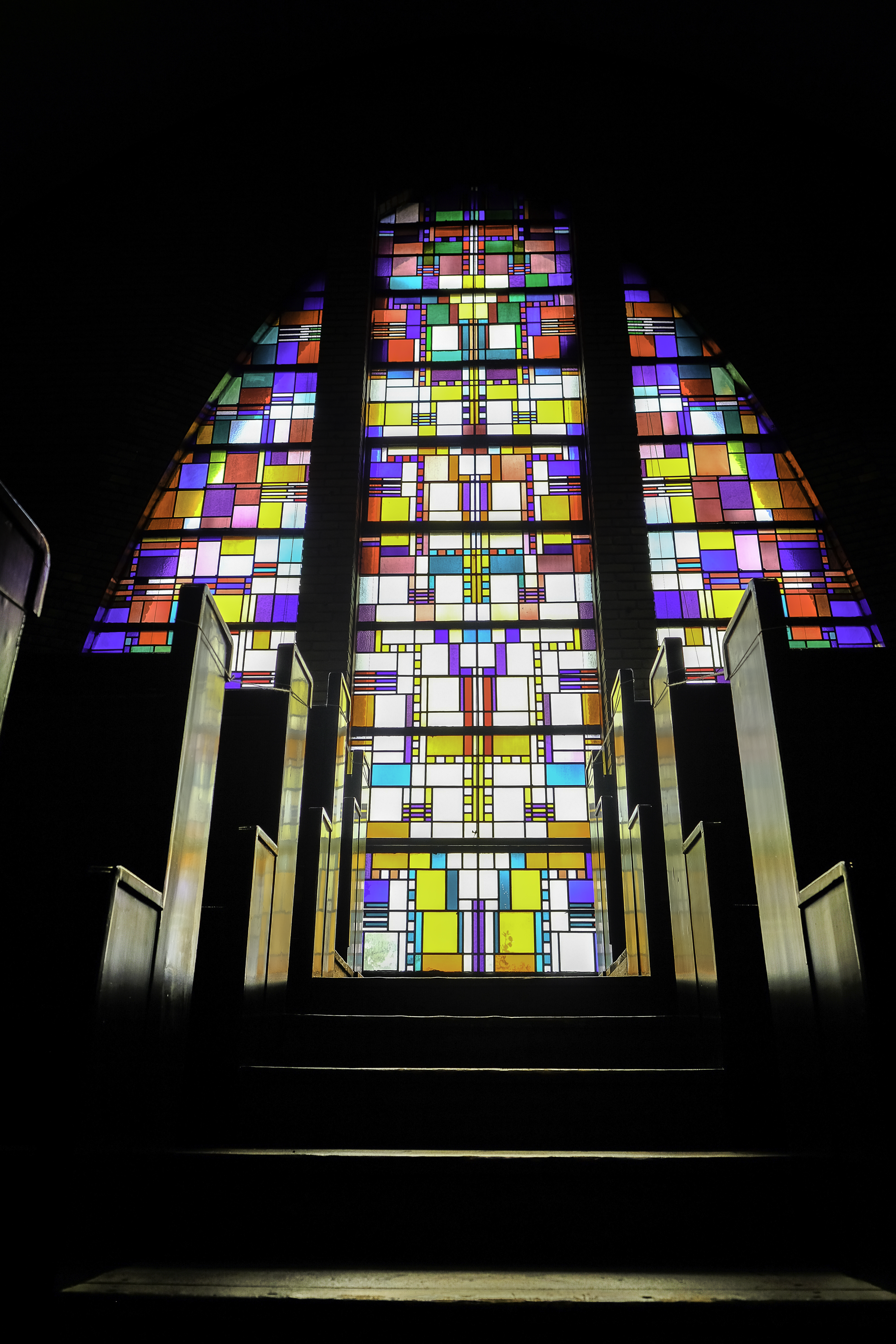
Glas-in-loodraam

## Andere Oosterkerk
Aan de Oosterweg in de wijk de Oosterpoort werd in 1924 de hervormde Oosterkerk gebouwd. Deze tweede Oosterkerk in de stad Groningen werd in de jaren 1980 verbouwd tot appartementencomplex.